# Shraavana
Shraavana is de vijfde maand van de hindoeïstische kalender. Shraavan, ook bekend als Sawan, begint volgens de westerse kalender tussen 22 juli en 22 augustus wanneer de Zon in het sterrenbeeld Kreeft staat.